# Flykten från Bastöy
Flykten från Bastöy (no.: Kongen av Bastøy) är en norsk dramafilm från 2010. Filmen handlar om de missförhållanden som rådde vid Bastøy uppfostringsanstalt under tiden denna var öppen. Inspelningen av filmen skedde i Estland med en budget på 54 miljoner norska kronor. När filmen visades på de norska biograferna sågs den av 275 000 personer.

## Handling
Handlingen i filmen bygger på verkliga händelser på ön Bastøy i sydöstra Norge. Filmen kretsar runt den 17 år gamle Erling som skickas till Bastøy en höst omkring 1915. Där möter han bland andra Olav, som har varit där i sex år och i vilken han snart får en vän. Efter en misslyckad flykt från uppfostringsanstalten och självmordet av en av ungdomarna leder dessa två ett uppror mot brutalitet och orättvisor på uppfostringsanstalten.